# Cary Fowler
Cary Fowler, né le 24 décembre 1949 à Memphis en Tennessee, est un environnementaliste américain, connu pour sa défense de l'agriculture et de la biodiversité. Il est récipiendaire du prix Nobel alternatif en 1985.

## Biographie
Il obtient son baccalauréat ès arts en sociologie à l'Université Simon Fraser en 1971. Il retourne aux États-Unis où il demande le statut d'objecteur de conscience, et travaille dans un hôpital de Caroline du Nord.
Il termine son doctorat à l'Université d'Uppsala en Suède.
Depuis 1978, Cary Fowler se consacre à aider l'agriculture face au changement climatique et aux contraintes énergétiques. Trois fois survivant du cancer, Cary Fowler explique que « ces démêlés avec la mort (his brushes with death inspired him) lui ont inspiré sa mission : Conserver les semences ».
Dans les années 1990, Cary Fowler travaille avec l'Organisation des Nations unies pour l'alimentation et l'agriculture (FAO) afin de déterminer l'état du monde, des ressources génétiques, et aide à l'élaboration du Plan d'action mondial pour les ressources phytogénétiques (Plan adopté par 150 pays en 1996).
Il est conseiller principal auprès du Secrétaire général du Sommet mondial de l'alimentation en 1996 et à nouveau en 2001
Trente ans d'efforts aboutisent à la mise en place de la première réserve mondiale des semences à Svalbard, en Norvège, qui a ouvert en février 2008. Sa vision contribue à protéger plus d'un million de variétés uniques des principales plantes alimentaires, qui constitue le fondement biologique de l'agriculture. Face aux grands défis de notre temps, il défend la conservation du patrimoine végétal génétique de la planète et l'avenir de notre génération.
Il est l'auteur de cinq livres et 75 articles sur les plantes et la recherche génétique.

## Reconnaissance
- En association avec Pat Roy Mooney, Cary Fowler est récipiendaire du prix Nobel alternatif en 1985, « pour son travail de sauvegarde du patrimoine phytogénétique de la planète.. ».
- Le 9 octobre 2008, il reçoit le titre de docteur en droit, honoris causa, de l'Université Simon Fraser du Canada[1].

## Citation
« Nous ne sommes pas disposés à considérer la valeur économique plus importante que la qualité de vie. Nous croyons au droit des peuples à décider de leur propre vie. Nous sommes particulièrement heureux que notre mouvement peut être un exemple encourageant pour les populations rurales, en démontrant que la vie dynamique du village n'est pas incompatible avec le développement. »

## Œuvres
- (en) Carry Fowler et Pat Roy Mooney, Shattering : Food, Politics, and the Loss of Genetic Diversity, University of Arizona Press, 1990, 278 p. (ISBN 978-0-8165-1181-5, lire en ligne)
- (en) Carry Fowler et Pat Roy Mooney, The Threatened Gene : Food, Politics and the Loss of Genetic Diversity, Lutterworth Press, 1991, 280 p. (ISBN 978-0-7188-2830-1)
- (en) Carry Fowler, Unnatural Selection : Technology, Politics and Plant Evolution, Routledge, 1994, 352 p. (ISBN 978-2-88124-640-1)

### Autres sources
Sites en français
- « De la reconstruction à la privatisation de l’Irak »(Archive.org • Wikiwix • Archive.is • Google • Que faire ?), in : Déclaration écrite conjointe CETIM et AAJ à la Commission des droits de l'homme de l'ONU, sur h, Cetim, 2005 (consulté le 17 février 2010)
- (fr) von Lüpke / Erlenwein  le « Nobel » alternatif, 13 portraits de lauréats, La Plage, Sète, 2008

Sites étrangers
- (en) « Lettre ouverte au Congrès mexicain »(Archive.org • Wikiwix • Archive.is • Google • Que faire ?), in : Site officiel, sur g, ETC Group Ottawa, 2001 (consulté le 15 février 2010)
- Virginia Gewin  (2015) New film traces Cary Fowler’s quest to build the doomsday seed vault news ScienceMag ; 15 mai 2015.